# علم الفلك النظري

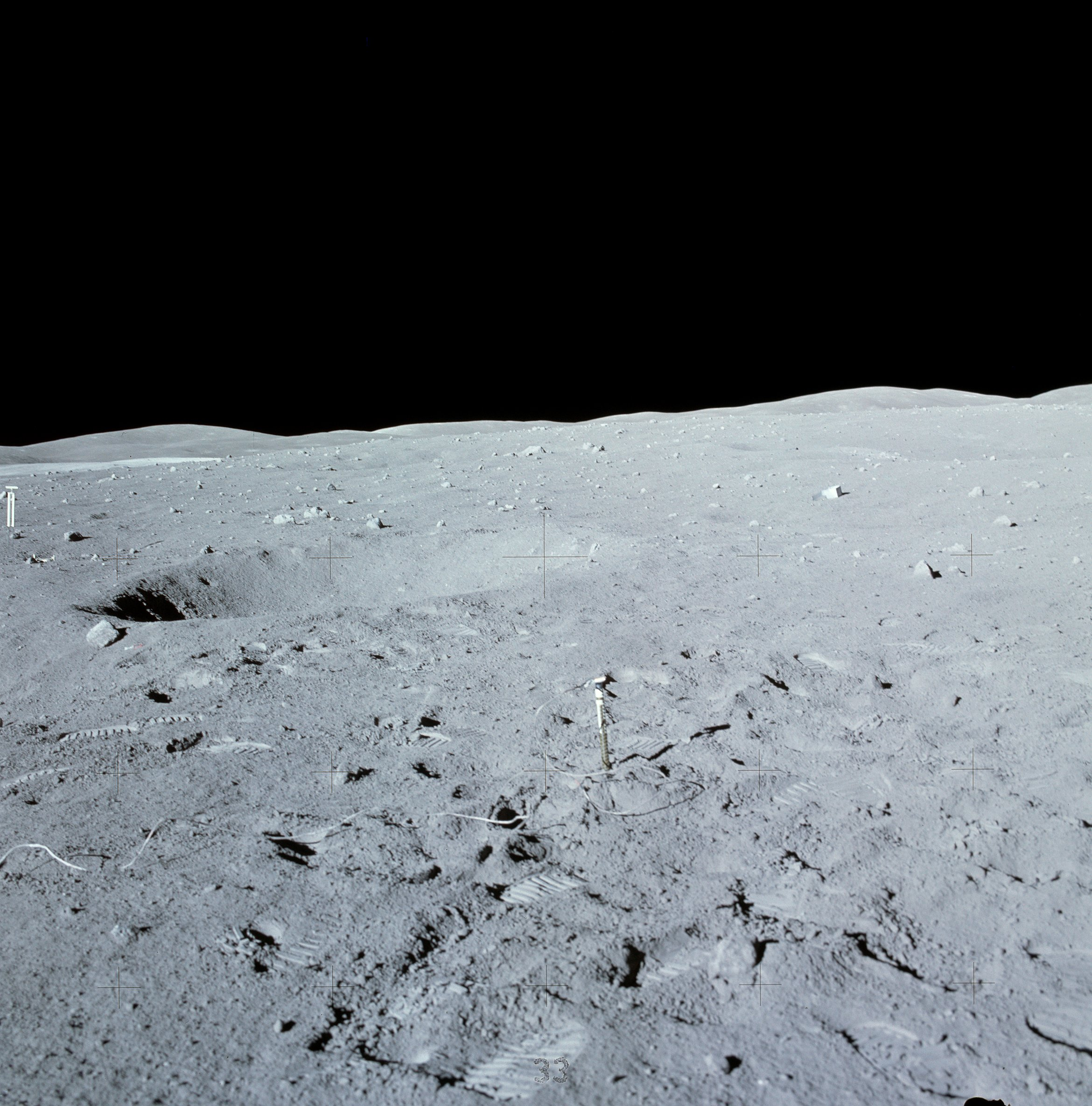
أحد مجسات تدفق الحرارة على متن أبولو 16

علم الفلك النظري هو استخدام النماذج التحليلية لكل من الفيزياء والكيمياء لوصف الأجرام والظواهر الفلكية.
بطليموس في كتابه المجسطي، على الرغم من وجود مقالة رائعة عن علم الفلك النظري مقترنة بدليل عملي للحساب، إلا أنه يتضمن العديد من الحلول التوفيقية للتوفيق بين الملاحظات المتعارضة. يفترض عادة أن علم الفلك النظري قد بدأ مع يوهانس كيبلر (1571-1630)، وقوانين كبلر. وهو يساوي المشاركة مع الملاحظة. يتناول التاريخ العام لعلم الفلك تاريخ علم الفلك الوصفي والنظري للنظام الشمسي، من أواخر القرن السادس عشر إلى نهاية القرن التاسع عشر. تشمل الفئات الرئيسية للأعمال في تاريخ علم الفلك الحديث، التاريخ العام والتاريخ الوطني والمؤسسي والأدوات وعلم الفلك الوصفي وعلم الفلك النظري وعلم الفلك الموضعي والفيزياء الفلكية. كان علم الفلك في وقت مبكر يعتمد تقنيات حسابية لنموذج تشكيل النجوم والمجرات والميكانيكا السماوية. من وجهة نظر علم الفلك النظري، التعبير الرياضي ليس فقط يجب أن يكون دقيقًا بشكل معقول، ولكن من المفضل أن يكون موجودًا في شكل قابل لمزيد من التحليل الرياضي عند استخدامه في مشاكل محددة. يستخدم معظم علم الفلك النظري نظرية الجاذبية النيوتونية، معتبراً أن تأثيرات النسبية العامة ضعيفة بالنسبة لمعظم الأجرام السماوية. والحقيقة الواضحة هي أن علم الفلك النظري لا يستطيع (ولا يحاول) التنبؤ بوضع وحجم ودرجة حرارة كل نجم في السماء. ركز علم الفلك النظري إلى حد كبير على تحليل الحركات المعقدة ولكن الدورية للأجرام السماوية.

## دمج علم الفلك والفيزياء
«على عكس الاعتقاد السائد لدى علماء الفيزياء التجريبية، ساهم علم الفلك في نمو فهمنا للفيزياء». ساعدت الفيزياء في توضيح الظواهر الفلكية، كما ساعد علم الفلك في توضيح الظواهر الفيزيائية:
1. جاء اكتشاف قانون الجاذبية من المعلومات التي قدمتها حركة القمر والكواكب،
2. قابلية الانصهار النووي كما هو موضح في الشمس والنجوم، لم تتكرر بعد على الأرض في شكل خاضع للرقابة.[1]

دمج علم الفلك مع الفيزياء يتضمن:
| التفاعل المادي          | الظواهر الفلكية |
| الكهرومغناطيسية         | الملاحظة باستخدام الطيف الكهرومغناطيسي |
| إشعاع الجسم الأسود      | الإشعاع النجمي |
| إشعاع السنكروترون       | مصادر الراديو والأشعة السينية |
| ظاهرة كومبتون العكسية   | مصادر الأشعة السينية الفلكية |
| تسارع الجسيمات المشحونة | النجوم النابضة والأشعة الكونية |
| امتصاص/ تبعثر           | الغبار بين النجوم |
| تفاعل قوي وضعيف:        | التخليق النووي في النجوم |
|                         | الأشعة الكونية |
|                         | المستعرات |
|                         | الكون البدائي |
| الجاذبية:               | حركة الكواكب والأقمار الصناعية والنجوم الثنائية، والبنية النجمية والتطور، وحركات الجسم N في مجموعات من النجوم والمجرات، والثقوب السوداء، والكون الآخذ في التمدد. |

يهدف علم الفلك إلى فهم الفيزياء والكيمياء من المختبر الذي يقف وراء الأحداث الكونية لإثراء فهمنا للكون ولهذه العلوم أيضاً.

## دمج علم الفلك والكيمياء
الكيمياء الفلكية، تداخل تخصصات علم الفلك والكيمياء، هو دراسة وفرة وردود الفعل من العناصر الكيميائية والجزيئات في الفضاء، وتفاعلها مع الإشعاع. إن التكوين (التركيب الذري والكيميائي) تطور، ومصير سحب الغاز الجزيئي له أهمية خاصة لأنه من هذه السحب تتشكل النظم الشمسية.

## أدوات علم الفلك النظري
يستخدم علماء الفلك النظريون مجموعة واسعة من الأدوات التي تشمل نماذج تحليلية (على سبيل المثال، البوليتروب لتقريب سلوكيات النجم) والمحاكاة العددية الحسابية. كل لديه بعض المزايا. نماذج تحليلية من عملية هي عموما أفضل من أجل إعطاء نظرة ثاقبة قلب ما يجري. النماذج العددية يمكن أن تكشف عن وجود الظواهر والآثار التي لا يمكن رؤيتها.

## مواضيع علم الفلك النظري
تشمل الموضوعات التي درسها علماء الفلك النظري ما يلي:
1. الحركيات النجمية وتطور النجوم
2. تشكل وتطور المجرات
3. البنية واسعة النطاق للمادة في الفضاء الكوني
4. منشأ الأشعة الكونية
5. النسبية العامة وعلم الكون الفيزيائي، بما في ذلك نظرية الأوتار في الكوزمولوجيا (علم الكونيات) وفيزياء الجسيمات الفلكية.

تعمل النسبية الفيزيائية الفلكية كأداة لقياس خصائص الهياكل واسعة النطاق التي تلعب فيها الجاذبية دوراً مهمًا في الظواهر الفيزيائية التي يتم استكشافها وكأساس لفيزياء الثقب الأسود (الفلكية) ودراسة الموجات الثقالية.

## النماذج الفلكية
بعض النظريات والنماذج المقبولة والمدروسة على نطاق واسع في علم الفلك، والمضمنة الآن في نموذج نموذج لامبدا-سي دي إم هي الانفجار العظيم والتضخم الكوني والمادة المظلمة والنظريات الأساسية للفيزياء.
بعض الأمثلة على هذه العمليات:
| العمليات الفيزيائية   | الأداة التجريبية          | النموذج النظري       | يفسر / بتنبأ                                         |
| الجاذبية              | تلسكوب راديوي             | نظام الجاذبية الذاتي | ظهور نظام النجوم                                     |
| الاندماج النووي       | المطيافية                 | تطور النجوم          | كيف تضيء النجوم وكيف تتشكل المعادن                   |
| الانفجار العظيم       | تلسكوب هابل الفضائي، COBE | توسع الكون           | عمر الكون                                            |
| التموجات الكمية       |                           | التضخم الكوني        | مسألة التسطيح                                        |
| الانهيار التجاذبي     | علم فلك الأشعة السينية    | نظرية النسبية العامة | الثقوب السوداء الموجودة في مركز مجرة المرأة المسلسلة |
| دورة الـCNO في النجوم |                           |                      | المصدر المهيمن للطاقة لنجم ضخم                       |

## المواضيع الرائدة في علم الفلك النظري
المادة المظلمة والطاقة المظلمة هي المواضيع الرائدة الحالية في علم الفلك، حيث أن اكتشافهم وجدلهم نشأ خلال دراسة المجرات.

## الفيزياء الفلكية النظرية
من بين الموضوعات التي تم تناولها باستخدام أدوات الفيزياء النظرية، غالبًا ما يتم إيلاء اعتبار خاص للأجسام الضوئية النجمية والأجواء النجمية والغلاف الشمسي والغلاف الجوي الكوكبي والسدم الغازي والنجوم غير الثابتة والنجوم البينية. ويولى اهتمام خاص للهيكل الداخلي للنجوم.

### ضعف مبدأ التكافؤ
إن رصد انفجار النيوترينو خلال 3 ساعات من الانفجار البصري المرتبط من السوبرنوفا 1987A في سحابة ماجلان الكبرى (LMC) أعطى علماء الفيزياء الفلكية النظرية فرصة لاختبار أن النيوترونات والفوتونات تتبع نفس المسارات في مجال الجاذبية للمجرة.

### الديناميكا الحرارية للثقوب السوداء الثابتة
يمكن اشتقاق شكل عام من القانون الأول للديناميكا الحرارية للثقوب السوداء الثابتة من جزء لا يتجزأ من microcanonical الوظيفية لحقل الجاذبية. البيانات الحدودية:
1. مجال الجاذبية كما هو موضح مع micocanonical النظام في مكانيا مجال الجاذبية كما هو موضح مع نظام micocanonical في منطقة محدودة مكانياً
2. كثافة الحالات المعبر عنها رسميًا باعتبارها جزءًا لا يتجزأ من مقاييس لورنتزيان وكدالة لبيانات الحدود الهندسية التي تم إصلاحها في الإجراء المقابل

هي المتغيرات الديناميكية الحرارية واسعة النطاق، بما في ذلك الطاقة والزخم الزاوي للنظام. بالنسبة للحالة الأكثر بساطة للميكانيكا غير المتعلقة بالآثار كما هو ملاحظ في كثير من الأحيان في الظواهر الفيزيائية الفلكية المرتبطة بأفق حدث الثقب الأسود، يمكن التعبير عن كثافة الحالات كتكامل وظيفي في الوقت الحقيقي واستخدامها لاحقًا لاستنتاج جزء فاينل في الوقت التخيلي الوظيفي للكانون وظيفة التقسيم.
تعد معادلات التفاعل وشبكات التفاعل الكبيرة أداة مهمة في الكيمياء الفلكية النظرية، خاصةً كما يتم تطبيقها على كيمياء الحبوب الغازية لوسط بين نجمي. تقدم الفيزياء الفلكية النظرية إمكانية التمكن من وضع قيود على مخزون المواد العضوية للتسليم الخارجي إلى الأرض المبكرة.

### المواد العضوية بين النجوم
«إن أحد الأهداف المهمة للكيمياء الفلكية النظرية هو توضيح العناصر العضوية التي لها أصل حقيقي بين النجوم، وتحديد السلائف بين النجوم ومسارات التفاعل المحتملة لتلك الجزيئات التي هي نتيجة للتغييرات المائية». إحدى الطرق التي يمكن بها تحقيق هذا الهدف هي دراسة المواد الكربونية كما هي موجودة في بعض النيازك. تشتمل الكوندريتات الكربونية (مثل C1 وC2) على المركبات العضوية مثل الأمينات والأميدات؛ الكحول والألدهيدات والكيتونات؛ الهيدروكربونات الأليفاتية والعطرية؛ أحماض السلفونيك والفوسفونيك؛ الأحماض الأمينية والكربوكسيلية والكربوكسيلية؛ البيورينات والبيريميدين؛ والمواد من نوع الكيروجين. تعرض المخزونات العضوية من النيازك البدائية عمليات تخصيب كبيرة ومتغيرة في الديوتيريوم، والكربون-13 (13 درجة مئوية)، والنيتروجين-15 (15N)، مما يدل على احتفاظها بتراث ما بين النجوم.

## علم الفلك الكيميائي النظري
في حين أن خطوط الفهم النظري بين الكيمياء الفلكية النظرية وعلم الفلك الكيميائي النظري غالبًا ما تصبح غير واضحة بحيث تكون الأهداف والأدوات متماثلة، فهناك اختلافات دقيقة بين العلوم. تسعى الكيمياء النظرية المطبقة على علم الفلك إلى إيجاد طرق جديدة لمراقبة المواد الكيميائية في الأجرام السماوية، على سبيل المثال. وغالبًا ما يؤدي ذلك إلى ضرورة البحث في علم الفلك الفلكي النظري عن طرق جديدة لوصف أو شرح تلك الملاحظات نفسها.

### التحليل الطيفي الفلكي
كان على العصر الجديد لعلم الفلك الكيميائي انتظار النطق الواضح للمبادئ الكيميائية للتحليل الطيفي والنظرية المطبقة.

### كيمياء تكثيف الغبار
يهيمن النشاط الإشعاعي المستعر السوبر نوفا على منحنيات الضوء وتهيمن كيمياء تكاثف الغبار على النشاط الإشعاعي. عادة ما يكون الغبار إما كربونًا أو أكاسيد اعتمادًا على أيهما أكثر وفرة، لكن إلكترونات كومبتون تنفصل عن جزيء ثاني أكسيد الكربون في شهر واحد تقريبًا. يعتمد علم الفلك الكيميائي الجديد لمواد السوبرنوفا الصلبة على النشاط الإشعاعي الفائق:
1. التكوّن الإشعاعي لـ 44Ca من 44Ti بعد تحلل الكربون يؤسس مصدر سوبر نوفا
2. تكفي عتمتها لتحويل خطوط الانبعاث بلووارد بعد 500 د وتنبعث لمعاناً كبيراً بالأشعة تحت الحمراء
3. تحدد المعدلات الحركية المتوازية النظائر النزرة في جرافيت المستعرات العظمى للنيازك
4. الكيمياء هي الحركية وليس بسبب التوازن الحراري
5. صبح ممكنا عن طريق التنشيط الإشعاعي لمصيدة CO للكربون.[12]

## وصلات خارجية
- مقدمة الكارثية المتغيرات (CVs) نسخة محفوظة 7 مايو 2020 على موقع واي باك مشين.
- L. Sidoli, 2008 عابرة فورة آليات
- شرح «خلاصة عادي الفلك» ؛ مخطوطة من 1665 عن الفلك النظري